# Отто Файге
Отто Файге (нім. Otto Feige; 21 вересня 1882, Найссе — 2 січня 1951, Кауфбойрен) — німецький військово-морський діяч, адмірал крігсмаріне (30 вересня 1937).

## Біографія
10 квітня 1901 року вступив на службу в ВМФ. Пройшов підготовку на навчальному кораблі «Штош» (1902) і у військово-морському училищі (1903). Служив на різних надводних кораблях, фахівець з артилерійського озброєння. Учасник Першої світової війни. З 30 липня 1914 по 13 жовтня 1917 року — 2-й артилерійський офіцер лінійного корабля «Гроссе курфюрст». У квітні 1918 року направлений на підводному човні U-39 з розвідувальною місією в Середземне море. 19 травня 1918 року інтернований в Іспанії, після закінчення війни звільнений і в травні 1919 року повернувся на батьківщину.
З 1 червня 1919 року — командир роти полку берегової оборони «Кіль». З 16 січня 1920 року — інспектор і артилерійський офіцер військово-морського училища, з 1 вересня 1920 року — командир 1-го батальйону берегової оборони. 1 квітня 1922 року переведений в штаб командувача у Свінемюнде. З 19 травня 1923 року — директор артилерії і навігації військово-морських верфей у Вільгельмсгафені і офіцер зв'язку при комісії союзників по контролю за ВМС. З 22 вересня 1924 року — викладач військово-морського артилерійського училища, з 8 жовтня 1927 року — начальник штабу інспектора морської артилерії. З 27 вересня 1928 року — командир лінійного корабля «Гессен», з 4 жовтня 1930 року — начальник військово-морського артилерійського училища. 30 вересня 1932 року призначений інспектором морської артилерії. Одночасно з 1 січня 1933 року займав пост президента Артилерійського експериментального командування. Керував переозброєнням ВМФ Німеччини більш сучасними артилерійськими гарматами. 30 вересня 1937 року звільнений у відставку.
Після початку Другої світової війни 25 травня 1940 року знову призваний на службу. Файге доручили керувати передачею командуванню ВМС СРСР проданого Німеччиною важкого крейсера «Лютцов» (в СРСР — «Петропавловськ»). З 1 липня 1941 року — верф-обер-директор Ленінграда. З 1 грудня 1941 року керував військово-морськими верфями в Миколаєві. 30 вересня 1942 року переведений в розпорядження ОКМ і 31 грудня звільнений у відставку.

## Нагороди
- Залізний хрест 2-го і 1-го класу
- Військовий Хрест Фрідріха-Августа (Ольденбург) 2-го (із застібкою «Перед ворогом») і 1-го класу
- Ганзейський Хрест (Гамбург)
- Хрест «За вислугу років» (Пруссія)
- Почесний хрест ветерана війни з мечами
- Медаль «За вислугу років у Вермахті» 4-го, 3-го, 2-го і 1-го класу (25 років)
- Орден Корони Румунії, командорський хрест з мечами (3 березня 1943)